# Sơn Ngọc Minh
Sơn Ngọc Minh (* 1920 in Nam Bo, Provinz Trà Vinh (Französisch-Indochina); † 22. Dezember 1972 in Peking, Volksrepublik China), eigentlich Phạm Văn Hua, bekannt auch als Achar Mean, war ein kommunistischer kambodschanischer Politiker. 1950 wurde er von der Khmer Issarak Association zum Führer der provisorischen Revolutionären Regierung eines künftigen kommunistischen Kambodscha ernannt. 1951 gründete er zusammen mit Tou Samouth die Revolutionäre Volkspartei der Khmer.

## Frühes Leben
Sơn Ngọc Minh wurde während der französischen Kolonialzeit in der Provinz Trà Vinh (heute Vietnam) in einem mehrheitlich von Angehörigen der Khmer bewohnten Distrikt als Sohn eines khmerstämmigen Vaters und einer vietnamesischen Mutter geboren. Als Jugendlicher war er Fischer auf dem Tonle Sap, bevor er vom Politkommissar der vietnamesischen Kommunisten (Việt Minh) Nguyen Thanh Son 1936 für seine Druckerei Duong Phuong in Mỹ Tho rekrutiert wurde, wo er von Kommunisten indoktriniert wurde. Als Sohn gemischter kambodschanisch-vietnamesischer Eltern war er für die Vietnamesen ideal geeignet, eine Revolution in Kambodscha unter vietnamesischer Anleitung anzuführen. Er wurde erst in die Provinz Svay Rieng im Südosten des Landes geschickt, wo er eine erste revolutionäre Zelle gründete, dann nach Battambang im Nordwesten, um als Vorsitzender eines neu gegründeten kambodschanischen Volksbefreiungskomitees (CPLC) zu dienen. Schließlich nahm er in Phnom Penh ein Studium auf und wurde buddhistischer Laienprediger (Achar).

## Während des Indochinakriegs
Ein Minh prägendes Erlebnis war 1942 die Verhaftung des angesehenen Mönchs Hem Chieu durch die französische Polizei, weil er angeblich gegen die Kolonialmiliz gepredigt hatte. Minh beteiligte sich am Protest gegen die Verhaftung, der ersten großen Demonstration der Neuzeit in Kambodscha am 20. Juli 1942, die 700 Mönche und 2000 Zivilisten auf die Straße brachte. Die Anführer der Demonstration wurden verhaftet, was weiteren Aufruhr auslöste. Zwei der wichtigsten Nationalisten, die aus dieser Bewegung entstanden, waren Minh und Tou Samouth, ebenfalls buddhistischer Laienprediger. Als die Franzosen 1945 ihre Kontrolle in Kambodscha, die sie vorübergehend an die Japaner verloren hatten, wiederherstellten, gaben beide ihr Mönchsleben auf, um sich politisch zu betätigen. Sie schlossen sich der vom populären Gegenspieler Norodom Sihanouks Sơn Ngọc Thanh gegründeten kommunistischen Unabhängigkeitsbewegung Khmer Issarak und 1946 der Indochinesischen Kommunistischen Partei an. Minh nahm den Kampfnamen Sơn Ngọc Minh an, vermutlich eine Anspielung auf Sơn Ngọc Thanh, den Sihanouk verbannt hatte und der damals noch im Exil in Frankreich lebte.
Während des Indochinakrieges (1946 bis 1954) bauten Minh und Samouth die Khmer Issarak weiter auf, die 1954 über 5.000 Kämpfer und zahlreiche Dorfmilizen verfügten.
Sơn Ngọc Minh war Vorsitzender des ersten landesweiten Kongresses der linken Khmer-Issarak-Gruppen im April 1950 in Hồng Dân im Mekongdelta, an dem die Khmer Issarak Association (KIA) gegründet und Minh zum Führer der provisorischen Revolutionären Regierung des angestrebten kommunistischen Kambodscha ernannt wurde. Im gleichen Jahr erklärte er formell die Unabhängigkeit Kambodschas, nachdem er behauptet hatte, die KIA kontrolliere ein Drittel des Landes. Zusammen mit Tou Samouth gründete Minh im August 1951 die Revolutionäre Volkspartei der Khmer, Vorgängerin der Kommunistischen Partei Kampucheas (KPRP).

## Nach dem Indochinakrieg und Tod
Nach dem Genfer Abkommen von 1954, das den Indochinakrieg beendete, den kambodschanischen Kommunisten anders als den laotischen Pathet Lao und den Việt Minh aber auf Antrag Frankreichs die Teilnahme verwehrte und ihnen keine Rückzugszone und keine Beteiligung an der Regierung garantierte, verließen Sơn Ngọc Minh und viele Khmer-Issarak-Funktionäre Kambodscha und begaben sich nach Nordvietnam.
Minh besetzte bis zu seinem Tod wichtige Funktionen im Regime Nordvietnams und blieb auch ein bedeutendes Mitglied der KPRP, obwohl er weitgehend von Hanoi aus operierte, bis er 1972 auf Ersuchen von Ieng Sary in ein Krankenhaus nach Peking gebracht wurde, um gegen Bluthochdruck behandelt zu werden. Minh starb dort mit 52 Jahren. Sein Tod verringerte den Einfluss der von Hanoi ausgebildeten Kommunisten innerhalb der Roten Khmer weiter und erhöhte entsprechend die Macht der von Pol Pot angeführten Hardliner des Parteizentrums.
Nach seinem Tod wurde sein Andenken in der Volksrepublik Kampuchea, dem provietnamesischen kommunistischen Regime, geehrt, das 1979 nach dem Fall des Demokratischen Kampuchea der Roten Khmer errichtet wurde. Einer der wichtigsten Boulevards Phnom Penhs wurde nach ihm benannt, und auf der 100-Riel-Banknote erschien sein Porträt.